# Kiryas Joel
Kiryas Joel (en hébreu קרית יואל, « la ville de Yoel ») est un village situé dans le comté d'Orange de l'État de New York, aux États-Unis, et dont la population est essentiellement constituée de Juifs ultra-orthodoxes, membres de la dynastie hassidique de Satmar.
Il a été érigé par les hassidim du rabbi de Satmar, Rabbi Joël Teitelbaum, et nommé en son honneur. Il s'y trouve plus de 32 000 habitants, dont la majeure partie parle le yiddish. Elle comporte une quarantaine de synagogues, sa surface totale est de 2,8 km2.
En 2019, le village de Kiryas Joel se sépare de la ville de Monroe pour se fondre dans la ville de Palm Tree, créée à cette occasion.

## Démographie
| Groupe            | Kiryas Joel | New York | États-Unis |
| ----------------- | ----------- | -------- | ---------- |
| Blancs            | 99,2        | 66,8     | 72,4       |
| Autres            | 0,8         | 36,9     | 27,6       |
| Total             | 100         | 100      | 100        |
|                   |             |          |            |
| Latino-Américains | 1,3         | 17,6     | 16,7       |

Selon l'American Community Survey, pour la période 2011-2015, 90,04 % de la population âgée de plus de 5 ans déclare parler yiddish à la maison, 5,54 % déclare parler l'anglais, 2,84 % l'hébreu, 1,19 % l'espagnol et 0,39 % une autre langue. 64,26 % d'entre eux déclarent ne pas « très bien » parler anglais.
Comme tous les haredim (ultra-orthodoxes), la communauté de Satmar met particulièrement l'accent sur la famille nombreuse et l'étude de la Torah au détriment d'un travail rémunéré. Ces deux causes entraînent un statut socio-économique assez défavorisé.
Le revenu par habitant était en moyenne de 7 918 dollars par an entre 2012 et 2016, en dessous de la moyenne de l'État de New York (34 212 dollars) et des États-Unis (29 829 dollars). Sur cette même période, 55,7 % des habitants de Kiryas Joel vivaient sous le seuil de pauvreté (contre 14,7 % dans l'État et 12,7 % à l'échelle du pays).
Le pourcentage de résidents recevant une aide alimentaire de l'État est de 40 %.
En raison d'un taux de natalité très élevé, la population est caractérisée par sa grande jeunesse : en 2010, 22,8 % des habitants ont moins de 5 ans ; l'âge médian est de 13,2 ans.